# فندق هوليوود روزفيلت
فندق هوليوود روزفيلت هو فندقٌ تاريخيٌّ مُصممٌ على طراز إحياء الاستعمار الإسباني، ويقع في شارع هوليوود 7000، في هوليوود، لوس أنجلوس، بكالفيورنيا. وأُسمي على رئيس الولايات المتحدة ثيودور روزفيلت وموّل بناءه مجموعةٌ ضمنهم دوغلاس فيربانكس، وماري بيكفورد، ولويس بي. ماير، وتمّ افتتاحه في 15 مايو 1927. كلّف بناء الفندق 2.5 مليون دولارٍ أمريكيّ ($37.3 مليون في الوقت الحالي)، وهو يتكوّن من إثنا عشر طابقًا تحتوي على 300 غرفةٍ وجناح. وتُدريها حاليًا فنادق تومسون.
جُدد الفندق بشكلٍ كبيرٍ في 2005 بإشرافٍ من دود ميتشل، ومنذ ذلك الحين وللفندق ظهور بارز في الأفلام وحياة هوليوود الليليّة. ارتفعت شعبيّة الفندق بين الشباب في هوليوود في السنوات الأخيرة الماضية بفضل ملهى تيديز العصري الذي يقع في البهو الرئيسي للفندق.

## مكانته في تاريخ هوليوود
استضاف الفندق حفل توزيع جوائز الأوسكار الأول في سنة 1927 بقاعدة بلوسوم الخاصة به. احتفالات جائزة الأوسكار اللاحقة كانت أكبر بكثير من أن تستوعبها القاعة التي يتسع لـ250 ضيفًا، لذا لم يتم استضافة أي حفل آخر فيه.
كانت الممثلة فرانسيس فرامر ضيفة الشرف سنة 1958 بعد ظهورها في فيلم هذه حياتك. أقامت مارلين مونرو في الفندق لمدّة عامين بعدما بدأت شهرتها في مجال عرض الأزياء. وقد أُلتقطت أوّل صورةٍ مجلةٍ لها في الفندق نفسه. توجد جدارية تحت الماء في مسبح الفندق شكّلها ديفيد هوكني.